# Liste der Kulturdenkmale in Schönau (Leipzig)
Die Liste der Kulturdenkmale in Schönau (Leipzig) enthält die Kulturdenkmale des Leipziger Stadtteils Schönau, die in der Denkmalliste vom Landesamt für Denkmalpflege Sachsen mit Stand 2017 erfasst wurden.

## Legende
- Bild: Bild des Kulturdenkmals, ggf. zusätzlich mit einem Link zu weiteren Fotos des Kulturdenkmals im Medienarchiv Wikimedia Commons. Wenn man auf das Kamerasymbol klickt, können Fotos zu Kulturdenkmalen aus dieser Liste hochgeladen werden:
- Bezeichnung: Denkmalgeschützte Objekte und ggf. Bauwerksname des Kulturdenkmals
- Lage: Straßenname und Hausnummer oder Flurstücknummer des Kulturdenkmals. Die Grundsortierung der Liste erfolgt nach dieser Adresse. Der Link (Karte) führt zu verschiedenen Kartendiensten mit der Position des Kulturdenkmals. Fehlt dieser Link, wurden die Koordinaten noch nicht eingetragen. Sind diese bekannt, können sie über ein Tool mit einer Kartenansicht einfach nachgetragen werden. In dieser Kartenansicht sind Kulturdenkmale ohne Koordinaten mit einem roten bzw. orangen Marker dargestellt und können durch Verschieben auf die richtige Position in der Karte mit Koordinaten versehen werden. Kulturdenkmale ohne Bild sind an einem blauen bzw. roten Marker erkennbar.
- Datierung: Baubeginn, Fertigstellung, Datum der Erstnennung oder grobe zeitliche Einordnung entsprechend des Eintrags in der sächsischen Denkmaldatenbank
- Beschreibung: Kurzcharakteristik des Kulturdenkmals entsprechend des Eintrags in der sächsischen Denkmaldatenbank, ggf. ergänzt durch die dort nur selten veröffentlichten Erfassungstexte oder zusätzliche Informationen
- ID: Vom Landesamt für Denkmalpflege Sachsen vergebene, das Kulturdenkmal eindeutig identifizierende Objekt-Nummer. Der Link führt zum PDF-Denkmaldokument des Landesamtes für Denkmalpflege Sachsen. Bei ehemaligen Kulturdenkmalen können die Objektnummern unbekannt sein und deshalb fehlen bzw. die Links von aus der Datenbank entfernten Objektnummern ins Leere führen. Ein ggf. vorhandenes Icon  führt zu den Angaben des Kulturdenkmals bei Wikidata.

## Liste der Kulturdenkmale in Schönau
| Bild                                    | Bezeichnung | Lage                               | Datierung | Beschreibung | ID       |
| --------------------------------------- | --- | ---------------------------------- | --- | --- | -------- |
| Direkt Bild zu diesem Denkmal hochladen | Sachgesamtheitsbestandteil der Sachgesamtheit Plagwitz-Lindenauer Industriebahn: Gleisanlagen bzw. Verlauf der Industriegleise (als Sachgesamtheitsteile) – (siehe auch Sachgesamtheitsliste, OT Plagwitz – Obj. 09262777) | (Karte)                            | 1906 und älter (Eisenbahnanlage), Ausbau 1933–1938 (Eisenbahnanlage)                                                                                     | eine Anschlussbahn in den Ortsteilen Lindenau, Neulindenau, Plagwitz und Schönau, die mit der industriellen Entwicklung und besonders mit dem Karl-Heine-Kanal und dem Ausbau des Leipziger Hafens in Verbindung stehen, ortsentwicklungsgeschichtlich und technikgeschichtlich von Bedeutung | 09305233 |
| Direkt Bild zu diesem Denkmal hochladen | Schule mit besonderer künstlerischer Risalitgestaltung sowie Schulturnhalle und Schulfreiraumgestaltung (Kurt-Biedermann-Schule, ehemalige 89. POS „Werner Seelenbinder“) | Garskestraße 19 (Karte)            | 1981 | Baugeschichtlich, ortsgeschichtlich, sozialgeschichtlich und künstlerisch von Bedeutung Die heutige Kurt-Biedermann-Schule wurde 1981 im Leipziger Stadtteil Schönau als 89. Polytechnische Oberschule errichtet und diente als Schulstandort der sozialen Infrastruktur der im gleichen Zeitraum errichteten umliegenden Wohnbebauung. Der Neubau ist als zweizügige Polytechnische Oberschule ein Vertreter der Typenschulbauten der DDR, einer genormten Bauweise, nach der beinahe alle Schulneubauten zwischen 1955 und 1990 erbaut wurden. Grundlage hierfür war die mit der neuen bildungspolitischen Aufgabe verbundene Erarbeitung neuer Richtlinien für den Schulbau. Dabei ging es vor allem darum, den baulichen und kostenmäßigen Aufwand zu verringern und den pädagogischen Nutzen der Schulgebäude zu erhöhen (siehe Ministerium für Bauwesen der DDR / Deutsche Bauakademie / Allgemeinbildende polytechnische Oberschulen / Planungsübersicht / Schriftenreihe / Typenprojekte / April 1959). Die Planung des Schulgebäudetyps Leipzig erfolgte 1968 im VEB Baukombinat Leipzig für ein- und zweizügige Schulen der Klassenstufen 1 bis 10. Der als Gangtyp bezeichnete Schulbau wurde als einhüftig erschlossener und viergeschossiger Gebäuderiegel in Skelett- bzw. Wandskelettbauweise mit längs zur Fassade angeordneten Fachklassen errichtet. Typ Leipzig hatte regulär zwei abgeschlossene Treppenhäuser mit Stichfluren in den Obergeschossen und einem Verbindungsgang im Erdgeschoss. Die zwischen 1973 und 1985 gebaute Variante des Typs Leipzig, wie sie im Beispiel der Kurt-Biedermann-Schule vorliegt, hatte noch ein drittes, mittleres Treppenhaus. Jedoch erhöhte sich die Anzahl der Räume durch die Erweiterung der Gebäudegrundfläche nicht, sondern umfasste eben-falls 26 Räume mit unterschiedlicher Größe. Die neun Meter tiefen Klassenräume an den Stirnseiten bzw. am Ende der Stichflure sind zweiseitig belichtet und belüftet (bei einseitig belichteten Räumen sind eine Querlüftung und Flurkanäle vorhanden). Decken bestehen aus Stahlbetonfertigteilen, ebenso das Flachdach des Baukörpers. Fenster waren als Holzeinfachfenster mit Thermoverglasung mit festem Oberlicht und unterem Schwingflügel ausgeführt. Aus der Konstruktionsweise leiten sich gestalterische Merkmale des Gebäudes ab. Für das Äußere ist ein orthogonales Rastersystem prägend, wobei das Konstruktionsprinzip der tragenden Scheiben mit weitgespannten Decken klar hervortritt und hierdurch die Leichtigkeit der Fassade unterstrichen wird. Prägend ist insbesondere die aus schulhygienischen Anforderungen abgeleitete großzügige Durchfensterung der Klassenräume. Eine klare Gebäudegliederung im Grund- als auch im Aufriss bzw. in der Fassadengestaltung sollte einem kindgerechten Maßstab und Raumempfinden entgegenkommen. Der Haupteingang mit einem großzügig gefertigten, außermittig angeordneten Eingangsbereich samt vorgelagerter Treppe und weit auskragendem Vordach befindet sich an der Gangseite. Die an diesem Eingangsrisalit vorgehaltene Fläche von etwa 10 x 12 m war für die Gestaltung mit baubezogener Kunst vorbehalten und entsprach den planerisch vorgegebenen ein bis zwei Prozent der Gesamtbausumme. Im Fall der Kurt-Biedermann-Schule wurde der Leipziger Künstler Arnd Schultheiß mit einem die gesamte Wandfläche bedeckenden Wandmosaik, bestehend aus 66 rechteckigen Feldern beauftragt. Diese sind in zwei Größen in roter und heller Waschbetonoptik ausgeführt und in unregelmäßiger Reihenfolge als Raster angeordnet, so dass sie ein ungegenständliches, geometrisches Gesamtbild ergeben. Arnd Schultheiß, in Leipzig am 22. März 1930 geboren und am 1. Dezember 2021 ebendort gestorben, war nach seinem Studium an der Hochschule für Grafik und Buchkunst als freischaffender Maler, Grafiker und Publizist tätig und schuf beachtenswerte vielseitige Kunstwerke unter Verwendung unterschiedlichster Materialen. Beispielhaft genannt sei das von ihm 1971–1972 geschaffene Wandbild „Flug der Taube“ (Holzintarisenarbeit mit aufgesetzten Elementen) in der ehemaligen Kinder- und Jugendsportschule „Ernst Thälmann“ im Leipziger Ortsteil Zentrum-West. Das ebenfalls von ihm geschaffene Wandbild in der Sprachheilschule (heute Käthe-Kollwitz-Förderschule) in Leipzig, Anger-Crottendorf, wurde 1988 als eine in Sgraffito gefertigte Montage aus vier Kinderzeichnungen zusammengestellt - es steht wie das Risalitwandbild an der Kurt-Biedermann-Schule als ein weiteres Beispiel des umfassenden künstlerischen Schaffens von Arnd Schultheiß. Zum Komplex der Kurt-Biedermann-Schule gehören die nördlich der Schule gelegene Schulturnhalle sowie der Schulfreiraum. Auch bei der Turnhalle handelt es sich um einen vom VEB Baukombinat Leipzig entwickelten Typenbau (modifizierter Typ SH24x42) mit einer Mehrzweckhalle, an deren Seite räumlich und funktional abgekoppelt eine Gymnastikhalle sowie ein angeschlossener Kraftraum vorhanden sind. Lager für Sportgeräte, Sozial- und Funktionsräume waren im vorgelagerten, eingeschossigen Vorbau untergebracht. Das Gebäude entspricht auch in der Form seinen funktionalen Ansprüchen und ist mit Flachdach, allseitig vorgehangener und vertikal strukturierter Metallfassade versehen, die nur im Bereich zum Dach mit einem in dunklerem Blau horizontal abgesetzten Band gestaltet ist. Eine Belichtung erfolgt im Sozialtrakt mittels eines durchlaufenden Fensterbandes und im Bereich der Halle durch große, matt beschichtete Oberlichter. Alle drei weiteren Zugänge der Schule werden über die zum Schulkomplex gehörende südwärtige Freifläche erschlossen. Hier entstanden verschieden große Aufenthaltsbereiche, aus Betonteilen mit Holzauflagen gefertigte Sitzmöglichkeiten und Tische. Sie sind durch eine Kombination aus Wegen und Grünflächen mit teils gestalteten Beeten verbunden. Auch die ehemalige Appellfläche ist in überwiegenden Teilen erhalten. Nach den Seiten wird der gesamte Freiraumbereich durch Bäume und Sträucher zum Außenraum abgegrenzt. Das nahezu unveränderte Schulgebäude verkörpert einen authentischen Zeugniswert zur Geschichte und Entwicklung der Schulverhältnisse in den 1970er und 1980er Jahren. Dies betrifft einerseits die spezifischen Bedingungen vor Ort (ortsgeschichtlicher Wert), und andererseits die Schulbauentwicklung in der DDR (bau- und sozialgeschichtlicher Wert). Insbesondere dokumentiert das Schulgebäude den Anspruch der damaligen Generation als modern und funktional gestaltete sowie rationell errichtete Lehreinrichtung. Mittlerweile sind in Sachsen nur noch wenige Schulen der DDR-Zeit in ihrer historischen Form erhalten, so dass unter denkmalpflegerischem Aspekt diesen Beispielen ein Seltenheitswert zukommt. Die bauzeitliche Kubatur und Raumaufteilung sowie Ausstattung (dazu zählen u. a. Holzfenster und Fensterbänke aus Betonwerkstein, Heizkörper, Deckenverkleidungen, Schulklingelanlage und Wanduhren, Treppenhäuser und Handläufe, Zimmertüren, Treppenhaustüren mit Stahl-Alu-Rahmen, Treppen der Zugangsbereiche aus Betonblockstufen) ist weitestgehend original erhalten. Aus diesen Tatsachen ergibt sich das denkmalpflegerische Anliegen, mit der Erfassung der Kurt-Biedermann-Schule als Kulturdenkmal ein bauhistorisches Zeugnis zu bewahren, welches beispielhaft für die Entwicklung dieser gesellschaftlichen Bauaufgabe steht. | 09307498 |
| Direkt Bild zu diesem Denkmal hochladen | Wohnhaus eines Bauernhofes | Garskestraße 31 (Karte)            | um 1890 (Bauernhaus) | historisierende Klinkerfassade der Zeit um 1900, letzter erhaltener Bauernhof in der alten Ortslage Schönau, Dorflage durch Neubaugebiet Grünau völlig verändert und überformt, baugeschichtlich und ortsgeschichtlich von Bedeutung | 09262762 |
| Direkt Bild zu diesem Denkmal hochladen | Freiflächengestaltung im WK 4 und Leuchtwerbung an der Wohngebietsgaststätte „Alte Salzstraße“ sowie Gedenkstein und kleine Mauer | Karlsruher Straße 36 (bei) (Karte) | 1980 (Leuchtwerbung); 1987 (Gedenkstein) | Bauhistorisch, künstlerisch und städtebaulich von Bedeutung, Zeugnis der abgeschlossenen Epoche der DDR-Architektur im Neubaugebiet Grünau | 09307539 |
| Direkt Bild zu diesem Denkmal hochladen | Saurierrutsche | Neptunweg 29 (bei) (Karte)         | Um 1982 | Bildhafte Spielskulptur aus Beton, typisches und zugleich gestalterisch anspruchsvolles Zeugnis der DDR-Kunst, zudem mit Seltenheitswert, künstlerisch von Bedeutung | 09307489 |
| Weitere Bilder                          | Fabrikgebäude (Nr. 19) einer Großbäckerei, mit zwei Schornsteinen, Kontorhaus (Nr. 19a/19b), Toreinfahrt und Einfriedung | Plautstraße 19; 19a; 19b (Karte)   | um 1900 (Fabrikanlagenteil) | gelbe Klinkerbauten, baugeschichtlich und ortsgeschichtlich von Bedeutung | 09261118 |
| Weitere Bilder                          | Wohnhaus einer Fabrikanlage | Plautstraße 21 (Karte)             | bezeichnet 1909 (Wohnhaus) | einfache Putzfassade mit flachem Erker und Zwerchgiebel im Mansarddach, Bauinschrift am hohen Sandsteinsockel, im Reformstil der Zeit um 1910, ortsgeschichtlich und baugeschichtlich von Bedeutung | 09261119 |
| Weitere Bilder                          | Kontorhaus einer Fabrik | Plautstraße 23 (Karte)             | um 1905 (Kontorhaus) | interessant gestaltete Klinker-Putz-Fassade, bleiverglaste Treppenhausfenster, abwechslungsreich geformte Fassade mit Erker und Giebeln, jugendstilartige Dekoration, baugeschichtlich und ortsgeschichtlich von Bedeutung | 09261120 |
| Weitere Bilder                          | Villa | Plautstraße 31a (Karte)            | 1927–1928 (Villa) | traditionalistisch gestalteter Putzbau mit Eckturm, expressionistisch wirkende Details, Fabrikantenvilla, baugeschichtlich von Bedeutung | 09261121 |
| Weitere Bilder                          | Autohof der Rhenania-Ossag Mineralölwerke (ehem.): Werkstatthof mit zwei aneinandergebaute Hallen (Nr. 39a), Garagen, Verwaltungsgebäude (Nr. 39), Einfriedung und Hofpflasterung | Plautstraße 39; 39a (Karte)        | 1927–1928 (Werkstatt), 1927–1928 (Fabrikgebäude), 1927–1928 (Verwaltungsgebäude), 1927–1928 (Garage), 1927–1928 (Einfriedung)                            | rote Klinkergebäude, im Stil der Neuen Sachlichkeit der 1920er/1930er Jahre, baugeschichtlich und ortsgeschichtlich von Bedeutung, in unmittelbarer Beziehung zum 1923–1924 erbauten Tanklager mit Abfüllhalle Plautstraße 41 (Rhenania-Ossag) zu betrachten | 09261122 |
|                                         | Tanklager Leipzig; Rhenania-Ossag Mineralölwerke AG (ehem.); später VEB Minol: Ehemaliges Tanklager mit Abfüllhalle und Rampe einschließlich technischer Ausstattung, Tankgrube mit eisernen aufgeständerten Tanks, Pumpenhaus, Garagengebäude, Kontor, Hofpflaster und Gleise                                                                       | Plautstraße 41 (Karte)             | 1923–1924 (Tanklager), 1923–1924 (Abfüllhalle), 1923–1924 (Pumpenhaus), 1923–1924 (Garagengebäude), 1923–1924, 20-/30-cbm-Tanks (Technische Ausstattung) | frühe Tankanlage in sehr gutem Originalzustand, einzigartig in Leipzig sowie von Seltenheitswert in Deutschland, als authentisches Sachzeugnis der Geschichte der Mineralölwirtschaft von besonderem Dokumentationswert, technikgeschichtlich von überregionaler Bedeutung 1923 wurden (im Jahresverlauf) mehrfach überarbeitete Pläne für die Errichtung einer Benzintankanlage durch die Leipziger Zweigniederlassung der deutschlandweit agierenden Mineralölwerke Rhenania AG eingereicht. Das Unternehmen ging zurück auf die 1902 von der Royal Dutch Shell gegründeten Tochtergesellschaft Benzinwerke Rhenania GmbH, fusionierte 1925 komplett mit der für Schmierölherstellung bekannten Ossag (Ölwerke Stern-Sonneborn AG), an der Rhenania bereits seit dem 1. Weltkrieg Anteile besaß. Für die Ausführung war das Lindenauer Baugeschäft Carl Brömme in Vorschlag gebracht, hinsichtlich der Entwürfe und statischen Berechnungen der Architekt A. Lütkemeyer. Geplant war auf dem Grundstück eine Anlage zur Lagerung und zum Vertrieb von Benzin, Petroleum, Gasöl und Schmierprodukten. Notwendig hierfür waren eiserne, in einer Tankgrube aufgeständert stehende Tanks, eine in Stahlbetonbauweise freistehend errichtete Abfüllhalle mit aufgesetztem Ventilationshäuschen und ein separates Elektromotorenhäuschen. Explizit wurde darauf hingewiesen, dass auch in Magdeburg, Berlin und Wilhelmsburg bei Hamburg die Abfüllhalle stets unmittelbar an der Tankgrube Aufstellung gefunden hatte. Weiterhin sollten entstehen ein Wohnhaus mit Büro und Laborraum, ein Abortgebäude für die Arbeiter, ein Automobilgebäude mit Wohnung für den Kraftfahrer, aufgrund der besonderen Brandschutzbestimmungen kam nur eine Komplettpflasterung des Hofes und die feste Umzäunung des Grundstücks in Frage. Wie das gesamte Industriegebiet im Leipziger Westen von Anschlussgleisen der Fabriken und Ladestellen durchzogen war, sollte auch das neue Tanklagergrundstück einen eigenen Gleisanschluss an die Industriebahn erhalten. Der Standort übrigens war weitsichtig und zukunftsweisend gewählt, lag er doch in unmittelbarer Nähe zu dem in Planung und Bau befindlichen Leipziger Hafen und dem überregional bedeutenden Infrastrukturprojekt für die Messestadt Leipzig, dem Elster-Saale-Kanal. Die Ausführung des Tanklagers fällt zunächst in das Jahr 1924, in den Folgejahren wurden weitere Tanks und Elektroanlagen installiert, eine Fuhrwerkswaage eingebaut, ein Bürohaus und ein Lagerschuppen errichtet. 1929/1930 wurde 100-Kubikmeter-Tank unterirdisch versenkt. Ab 1944 trugen alle Planunterlagen und Anträge den Vermerk „Geheim“. Herzstück der Anlage ist die Abfüllhalle mit Laderampe, eine große auf rechteckigem Grundriss errichtete Halle als eingespannte Stahlbeton-Rahmenkonstruktion mit polygonalen Dachbindern und mehrfach getrepptem Blendgiebel (die Aufschrift Minol verweist auf die Weiterführung der Nutzung in der DDR). Im Halleninneren waren Zapfvorrichtungen installiert zur Befüllung von Fässern und Kannen, die hernach von der überdachten Rampe auf Lastkraftwagen und Fuhrwerke verladen wurden. Rückseitig ermöglichte eine nicht überdachte Rampe eine Verbindung zu den Waggons auf dem Anschlussgleis. Einzigartig im Erhaltungszustand sind die eisernen Tanks mit Tankgrube an der südlichen, rückwärtigen Traufseite der Abfüllhalle, ein Tank zeigt die Aufschrift SHELL. Die hohe Aufständerung ermöglichte ein selbständiges Entleeren durch Eigengefälle über die Zapfeinrichtung in der Abfüllhalle. Eine Betonwanne war zur Aufnahme von daneben- bzw. überlaufenden Mineralölstoffen vorgesehen. Gefüllt wurden die Tanks aus den Tankwaggons vermittels einer im sogenannten Pumpenhaus aufgestellten elektrischen Kreiselpumpe. Der kleine verputzte Bau steht keine fünf Meter von Tanks und Abfüllhalle entfernt. Zur Aufnahme von zwei Lastkraftwagen war das Garagengebäude geplant, als Massivbau mit 36er Mauerwerk, Verputz und steilem Walmdach sowie Pultdach über den zwei seitlich zurückgesetzten Flügelbauten. Im etwas später aufgesetzten Obergeschoss befand sich die Wohnung für einen Kraftfahrer. Im Verwalterwohnhaus kamen neben privaten Räumen auch ein Büro, ein Aufenthaltsraum für den Wächter (Pförtner) und ein Laborraum zum Einbau, die Putzfassade ist einfach, der weite Abstand zum Tanklager den Brandschutzbestimmungen geschuldet. Einzigartigkeit und die überregionale Bedeutung des Technischen Denkmals liegen darin begründet, dass es sich um ein oberirdisch angelegtes Tank- und Umfülllager handelt und in weitgehend originalem Zustand überkommen ist (die aktuelle Verblendung und Verstellung der Ansichten mit Produkten aus der Angebotspalette des ansässigen Bambushandels ist reversibel). Dazugehörig, weil im Zusammenhang zu sehen, ist der 1927/1928 erbaute Autohof Plautstraße 39/39a, der ebenfalls von der Rhenania AG errichtet wurde. LfD/2018 | 09263549 |
|                                         | Einzeldenkmal der Sachgesamtheit Leipziger Hafen: Speichergebäude am Leipziger Hafen (siehe auch Sachgesamtheitsliste – Obj. 09304554, Plautstraße 78-80) | Plautstraße 78 (Karte)             | 1939–1940 (Speicher) | Stahlbetonbau, Inschrift »HA-LA-GE« (Hafen-Lager-Gesellschaft), Teil eines überregional bedeutsamen Verkehrsprojektes, hoher wissenschaftlicher und geschichtlicher Wert | 09261123 |
|                                         | Einzeldenkmal der Sachgesamtheit Leipziger Hafen: Speichergebäude am Leipziger Hafenbecken (siehe auch Sachgesamtheitsliste – Obj. 09304554, Plautstraße 78-80) | Plautstraße 78 (neben) (Karte)     | 1933/1938 (Speicher) | „Hafen-Umschlag-Speicherei“ von M. R. A. Schneider am Leipziger Hafenbecken mit Laderampe und Lampen an den Bahngleisen (Stahlbetonskelettbau) | 09261124 |
|                                         | Sachgesamtheit Leipziger Hafen, mit folgenden Einzeldenkmalen: Kaimauer des Leipziger Hafenbeckens und drei Speichergebäude (siehe auch Einzeldenkmalliste – Obj. 09261126, Obj. 09261123, Obj. 09261124 und Obj. 092625), mit folgenden Sachgesamtheitsteilen: Hafenbecken und die Hafeneisenbahn (Lindenauer Kiesbahn) mit Gleiskörper und Brücken | Plautstraße 78; 80 (Karte)         | zwischen 1938/1940 (Hafen) | Bahnanlage heute Museumsfeldbahn Leipzig-Lindenau, Teil eines überregional bedeutsamen Verkehrsprojektes, hoher wissenschaftlicher und geschichtlicher Wert | 09304554 |
|                                         | Einzeldenkmal der Sachgesamtheit Leipziger Hafen: Kaimauer des Leipziger Hafenbeckens (siehe auch Sachgesamtheitsliste – Obj. 09304554, Plautstraße 78-80) | Plautstraße 78; 80 (neben) (Karte) | ab 1938 (Kai) | Teil eines überregional bedeutsamen Verkehrsprojektes, hoher wissenschaftlicher und geschichtlicher Wert | 09261126 |
|                                         | Einzeldenkmal der Sachgesamtheit Leipziger Hafen: Speichergebäude am Leipziger Hafenbecken (siehe auch Sachgesamtheitsliste – Obj. 09304554, Plautstraße 78-80) | Plautstraße 80 (Karte)             | 1939–1940 (Speicher) | Stahlbetonbau, Laderampe, Inschrift »RHENUS«, Teil eines überregional bedeutsamen Verkehrsprojektes, hoher wissenschaftlicher und geschichtlicher Wert | 09261125 |
| Weitere Bilder                          | Dorfkirche Schönau: Kirche (mit Ausstattung) und zwei Grabmale auf dem Kirchhof | Schönauer Straße (Karte)           | 15./16. Jh., später überformt (Kirche), 1824 (Grabmal), 1866 (Grabmal), 1624 geweiht (Altar), um 1624 (Kanzel)                                           | einfache Saalkirche mit Ostturm, im Kern mittelalterlich, baugeschichtlich und ortsgeschichtlich von Bedeutung | 09262742 |
| Weitere Bilder                          | Schönauer Park: Gutspark des ehemaligen Rittergutes | Schönauer Straße (Karte)           | 19. Jh. (Gutspark) | ortsgeschichtlich und gartenkünstlerisch von Bedeutung | 09262764 |
|                                         | Pfarrhaus und Kantorat; Alte Schule Schönau: Pfarrhaus/Kantorat, ehemalige Schule | Schönauer Straße 245 (Karte)       | 1888, später überformt (Schule) | alte Dorflage Schönau, neben der Kirche gelegen, schlichte Putzfassade mit markantem Eckturm, ortsgeschichtlich von Bedeutung | 09262763 |